# Колесников, Михаил Петрович (военачальник)
Михаи́л Петро́вич Коле́сников (30 июня 1939, Ейск, Краснодарский край, РСФСР, СССР — 26 марта 2007, Москва) — советский и российский военачальник. Начальник Генерального штаба Вооружённых сил Российской Федерации — первый заместитель министра обороны Российской Федерации (1992—1996). Генерал армии (1995).

## Биография
Родился в Ейске Краснодарского края. Из семьи инженера-строителя. Окончил среднюю школу в Омске в 1956 году. В Советской армии — с августа 1956 года.

### Образование
- 1959 — Омское танкотехническое училище.
- 1975 — Военная академия бронетанковых войск имени Р. Я. Малиновского.
- 1983 — Военная академия Генерального штаба Вооружённых Сил СССР имени К. Е. Ворошилова.

## Военная служба в СССР
Служил командиром взвода по ремонту боевых машин — старшим танковым техником учебной роты по подготовке механиков-водителей мотострелкового полка, с декабря 1961 года — начальником полевого цеха по ремонту боевых машин и автомобилей ремонтной мастерской танкового полка, с декабря 1963 — старшим техником учебной танковой роты, с 1966 — заместителем командира учебной танковой роты по технической подготовке, с июня 1967 — командиром танковой роты учебного танкового полка, с сентября 1968 — заместителем командира по технической части танкового батальона, с ноября 1970 — командиром танкового батальона в 129-й мотострелковой дивизии Дальневосточного военного округа.
С 1975 года — командир танкового полка в 27-й гвардейской мотострелковой дивизии, с февраля 1977 года — начальник штаба — заместитель командира 7-й гвардейской танковой дивизии в Группе советских войск в ГДР, с марта 1979 года — командир 17-й гвардейской танковой дивизии в Киевском военном округе. В августе 1981 года направлен на учёбу в академию.
С 1983 года — командир 31-го армейского корпуса, с июля 1984 года — командующий 7-й гвардейской общевойсковой армией в Закавказском военном округе.
С февраля 1987 года — начальник штаба — первый заместитель командующего Сибирского военного округа. С июня 1988 года — начальник штаба — первый заместитель главнокомандующего Главного командования войсками Южного направления. С октября 1990 года — начальник Главного штаба — первый заместитель Главнокомандующего Сухопутными войсками. После событий ГКЧП в августе 1991 года некоторое время был исполняющим обязанности Главнокомандующего Сухопутными войсками. С сентября 1991 года — начальник Главного организационно-мобилизационного управления — первый заместитель начальника Генерального штаба Вооружённых сил СССР.

## Военная служба в России
С июня 1992 года — первый заместитель начальника Генерального штаба Вооружённых сил России.
23 декабря 1992 года Указом Президента Российской Федерации Б. Н. Ельцина был назначен начальником Генерального штаба Вооружённых сил Российской Федерации — первым заместителем Министра обороны Российской Федерации на место скоропостижно скончавшегося генерала армии В. П. Дубынина, Указом Президента Российской Федерации от 5 мая 1995 года присвоено воинское звание генерал армии.
По мнению В. Баранца, за 4 года пребывания на ключевой должности в Вооружённых Силах никак себя не проявил; несёт свою долю ответственности за неподготовленный вывод войск из-за рубежа, потерю боеготовности частей и соединений, неудачные действия российских войск в Первой чеченской войне. В 1994—1996 годах одновременно был членом Совета Безопасности Российской Федерации, а в июле-ноябре 1996 года — и членом Совета обороны Российской Федерации.
В сложившихся политических и экономических условиях, не в силах противодействовать продолжающемуся упадку боеготовности армии, сделал упор на сохранение ударной мощи РВСН.
После снятия с должности министра обороны Российской Федерации П. С. Грачёва в июне-июле 1996 года временно исполнял обязанности министра обороны. В октябре 1996 года освобождён от должности начальника Генерального штаба и зачислен в распоряжение Министра обороны Российской Федерации. В марте-октябре 1996 года являлся исполняющим обязанности начальника Штаба военного сотрудничества государств — участников Содружества Независимых Государств (СНГ). В ноябре 1997 года его кандидатура была внесена Президентом России Б. Н. Ельциным на утверждение в этой должности в повестку дня встречи глав государств — участников СНГ, но утверждён не был.
Находился в распоряжении Министра обороны Российской Федерации. С июля 1998 года — Председатель Государственной технической комиссии при Президенте Российской Федерации. В сентябре 1999 года освобождён от занимаемой должности и уволен в запас по достижении предельного возраста пребывания на военной службе.
Скончался 26 марта 2007 года. Похоронен на Троекуровском кладбище в Москве.

## Воинские звания
- генерал-майор (май 1981)
- генерал-лейтенант (20.02.1986)
- генерал-полковник (15.10.1990)
- генерал армии (5.05.1995)

## Награды
- Орден «За заслуги перед Отечеством» III степени (1 июля 1999) — за заслуги перед государством и большой вклад в укрепление обороноспособности страны[8]
- Орден Красной Звезды
- Орден «За службу Родине в Вооружённых Силах СССР» II степени
- Орден «За службу Родине в Вооружённых Силах СССР» III степени

## Сочинения
- Колесников М. П. Освобождение Белоруссии. // Военно-исторический журнал. — 1994. — № 6. — С.2-10.